# Amphioplus trichoides
Amphioplus trichoides is een slangster uit de familie Amphiuridae.
De wetenschappelijke naam van de soort werd in 1917 gepubliceerd door Matsumoto.